# Sigvald Troell (företagsledare)
Sigvald Troell, född 31 augusti 1928 i Stockholm, död 22 maj 2011 i Enskede, var en svensk företagsledare och konsult. Han var son till länsjägmästare Sigvald Troell och sonson till byggmästare Jöns Troell.
Efter studentexamen 1948 blev Troell tjänsteman vid Svenska Handelsbanken 1951, vid Thulebolagen 1953, sektionschef vid Günther & Bäck 1956, verkställande direktör för Gutenbergs Reklam AB 1960 och för Nærum Nylon AB 1966. Han var från 1970-talet verksam som konsult.